# Carl Hasenpflug
Georg Carl Adolph Hasenpflug (Berlin, 1802. szeptember 23. – Halberstadt, 1858. április 13.) német festő.

## Élete
Kezdetben cipésznek tanult, majd Gropius tanítványa lett, és a berlini akadémián építészeti festővé képezte ki magát. 1830-ban Halberstadtba költözött. Képei rendkívül festőiek; romantikus elem is van bennük. Legjelesebbek: a középkor építészeti stílusait föltüntető három nagy festmény (Kolostortemplom a XII. századból; Csúcsives stilü székesegyház; Lovagvár); a kölni székesegyház belső és külső látképe; három részlet a halberstadti székesegyházról, stb.

## Galéria

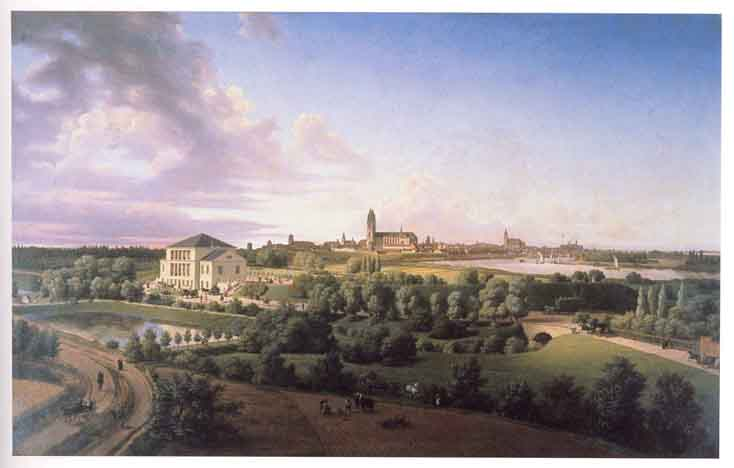
Magdeburg látképe délkelet felől, 1831
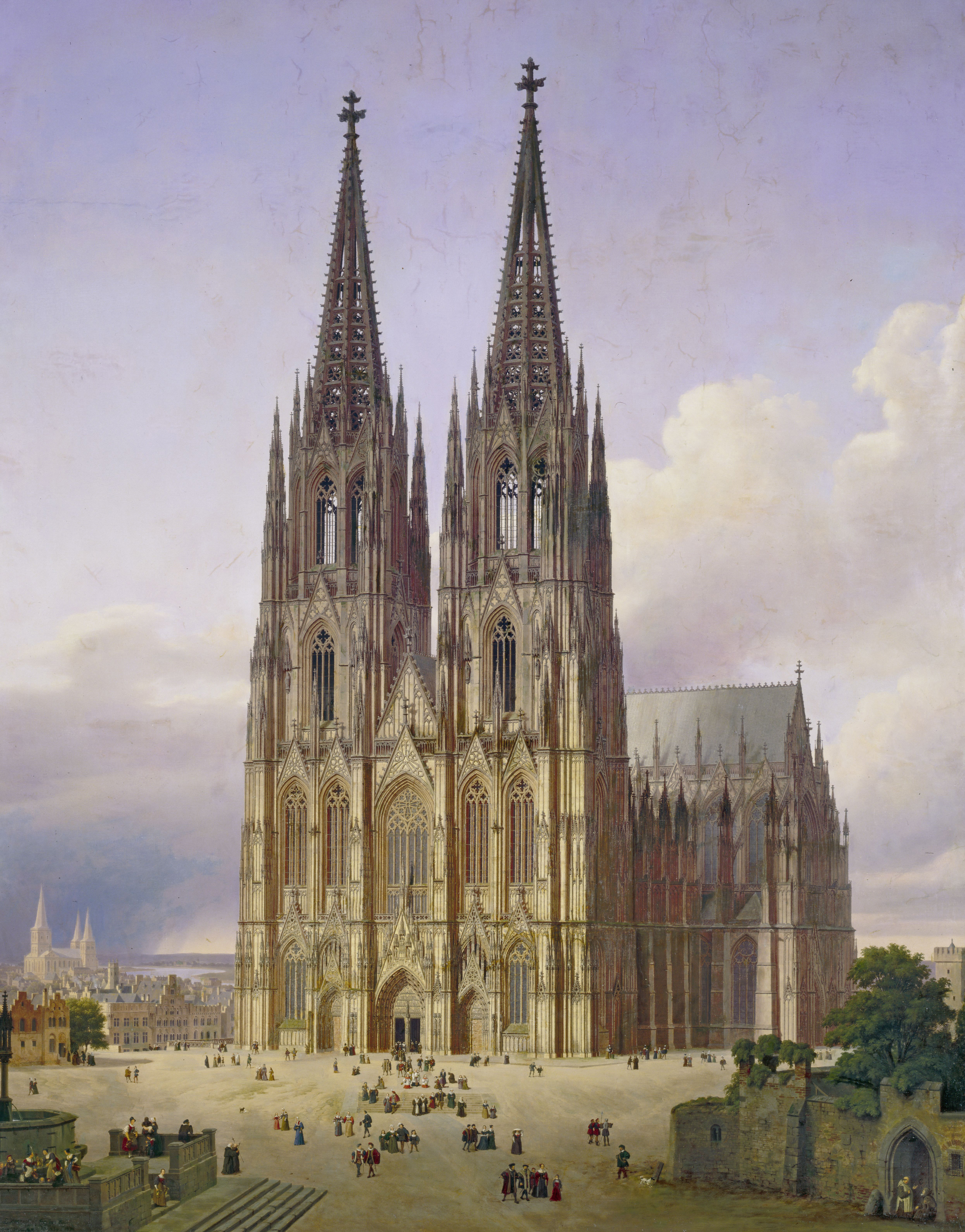
A kölni dóm, 1834–1836
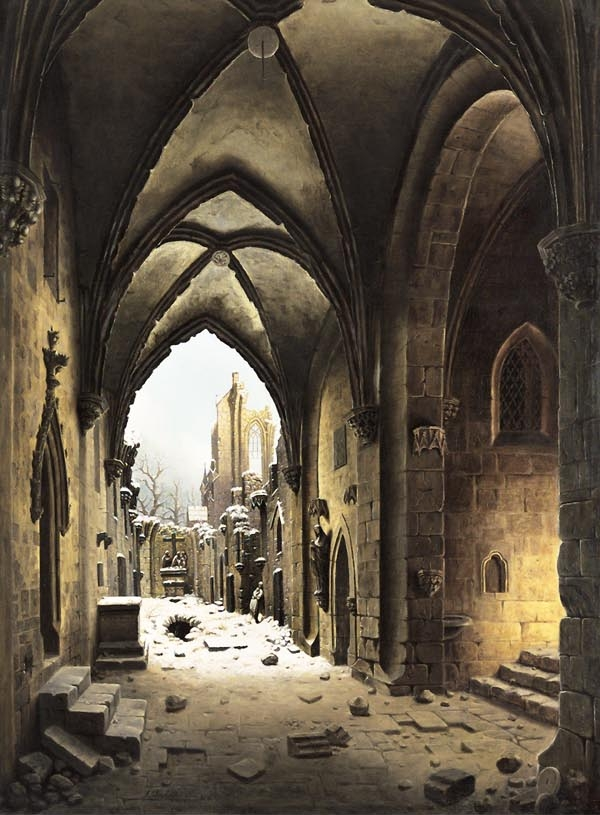
A walkenriedi kolostor, 1842
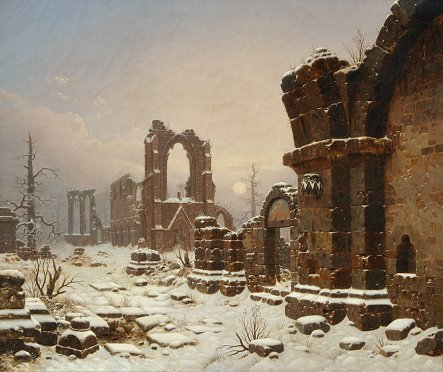
A hófödte walkenriedi kolostor
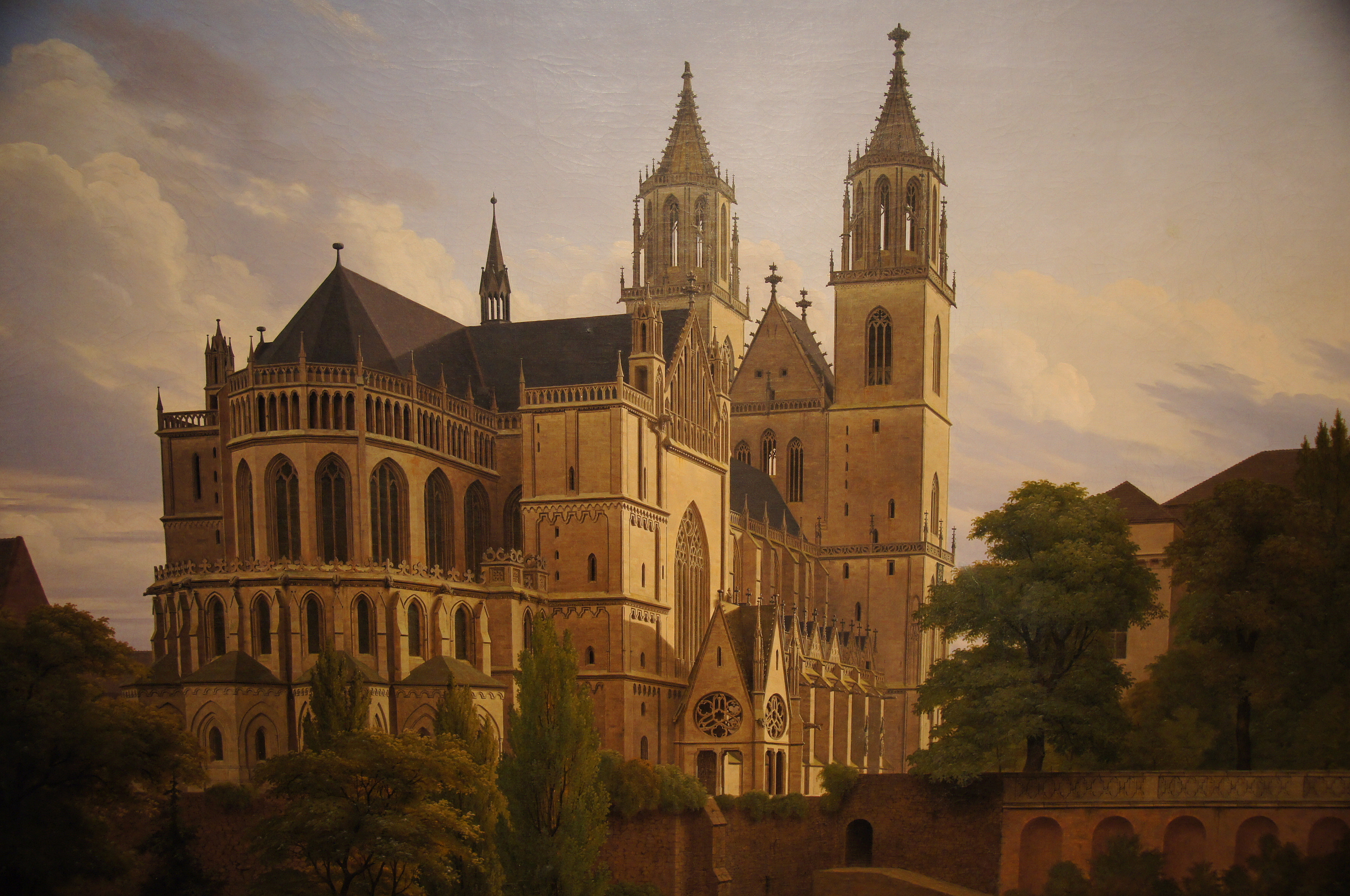
A magdeburgi székesegyház, 1828
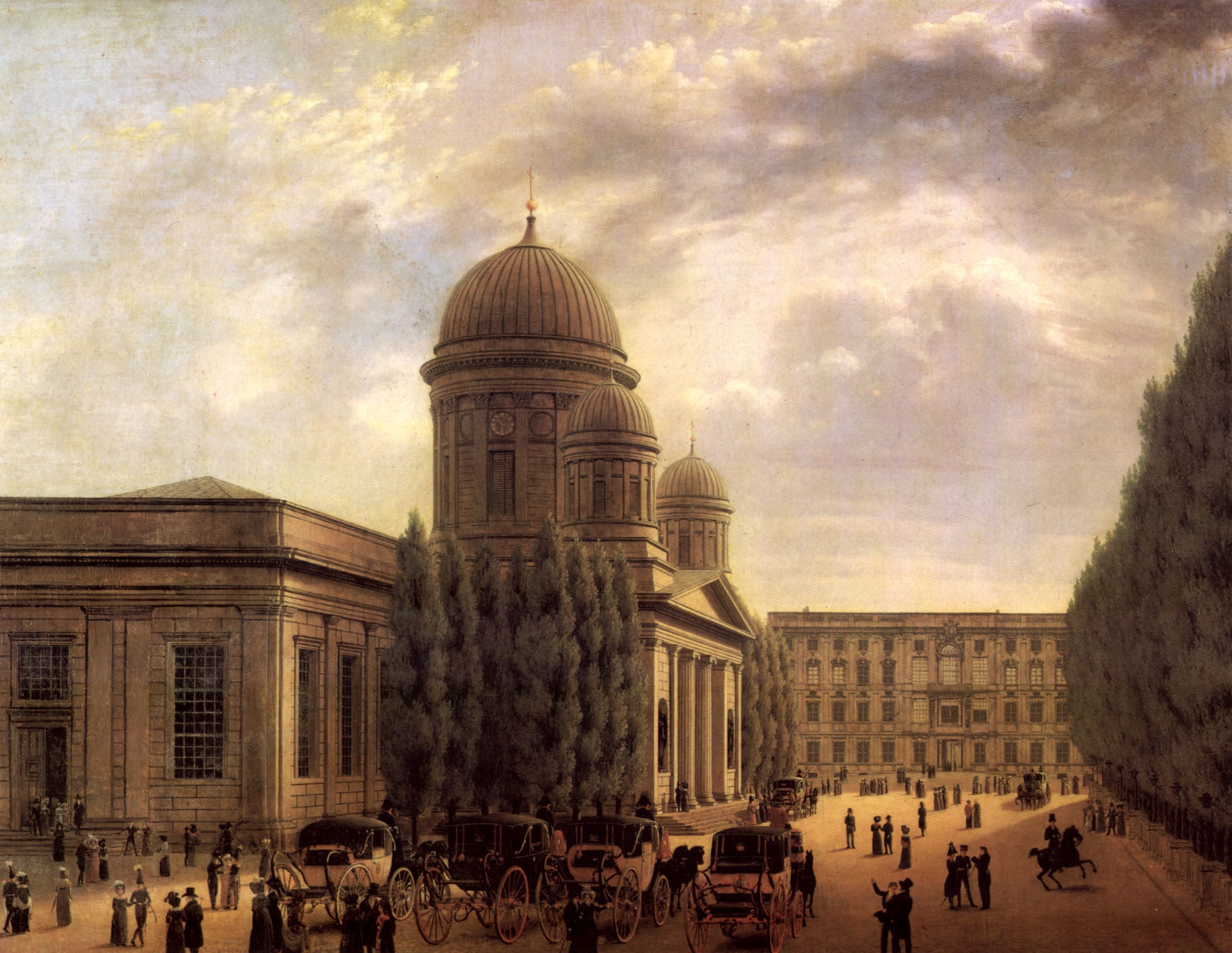
A berlini székesegyház, 1825